# Kristoffer Aamot
Kristoffer Aamot (26. marts 1889 i Sagene, Kristiania - 22. marts 1955) var en norsk journalist, filmmand og politiker, kendt som leder af Oslo Kino (1929–1955).
Han blev tilknyttet Arbeiderpartiet (1906). I Norges Socialdemokratiske Ungdomsforbund sad i entralstyret som redadaktonssekretær for tidsskriftet Ung-socialisten (1908) og Klassekampen (1911–1912).  
Senere blev han formand i Oslo Arbeidersamfunn (1919–1920), leder af Oslo Arbeiderparti (1920–1923), medlem af Arbeiderpartiets centralstyre (1922–1923) og i kort medlem af Norges Kommunistiske Parti (1923–1924).
I denne periode repræsenterede han i Oslo bystyre (1917–1937), og var samtidig også viceordfører (1929–1931). 
Han var også redaktør på tidsskrifterne Tidsfordriv, Speilet, vittighedsbladet Tyrihans og Norske Hjem.
Han var journalist hos Arbeiderbladet (1919-1923, 1925-1934), hvorefter han tiltrådte som direktør for Saga kino (1934). Han lavede nogen af de første politiske reklamefilm i 1930'erne.
Efter at være blev fængslet i Grini under 2. verdenskrig tog Aamot initiativ til de dokumentariske Oslofilmene (ca. 180 kortfilm, 1947-1982), hvoraf han instruerede tre af dem selv. Han var også leder for Bygdekinoen (1949). Efter hans død producerede biograferne omkring 109 kortfilm (1955-65), produseret af ABC-Film.

## Udgivelser
- Oslo Arbeidersamfunn 75 år (1939)
- Knut Gribb, under pseudonymet Erik Storm
- Vi bygger et rådhus i Vika (1951). Kortfilm, instrueret.
- Akerselva  – med filmkamera fra Puttmyrene til Nyland (1953). Kortfilm, instrueret.
- Fiskerlivets fare (1954). En rekuntruktion af Norges første spillefilm Et drama paa havet fra 1908.
- By og gate, buss og trikk (DVD, 2007)

## Udmærkelser
- Aamot-statuetten 1955